# Zdzisław Tygielski
Zdzisław Tygielski (ur. 31 stycznia 1943 w Łodzi, zm. 26 czerwca 2019) – polski aktor, śpiewak operetkowy, musicalowy (bas).

## Życiorys
Zawodową karierę śpiewaczą rozpoczynał w zespole chóralnym Operetki Łódzkiej. W roku 1971 otrzymał propozycję od dyr. Danuty Baduszkowej przejścia do Teatru Muzycznego w Gdyni. Swoją karierę solistyczną rozpoczynał jako adept debiutując na scenie Teatru Muzycznego w Gdyni.
Naukę śpiewu doskonalił pod okiem profesor Zofii Janukowicz-Pobłockiej oraz Haliny Mickiewiczówny. 
Do jego ról operetkowych i musicalowych należą postać Tewie w Skrzypku na dachu, Don Andreas Pericholi Offenbacha.

## Odznaczenia
- Srebrny Krzyż Zasługi
- Medal Sint Sua Praemia Laudi